# Stora Höggarn

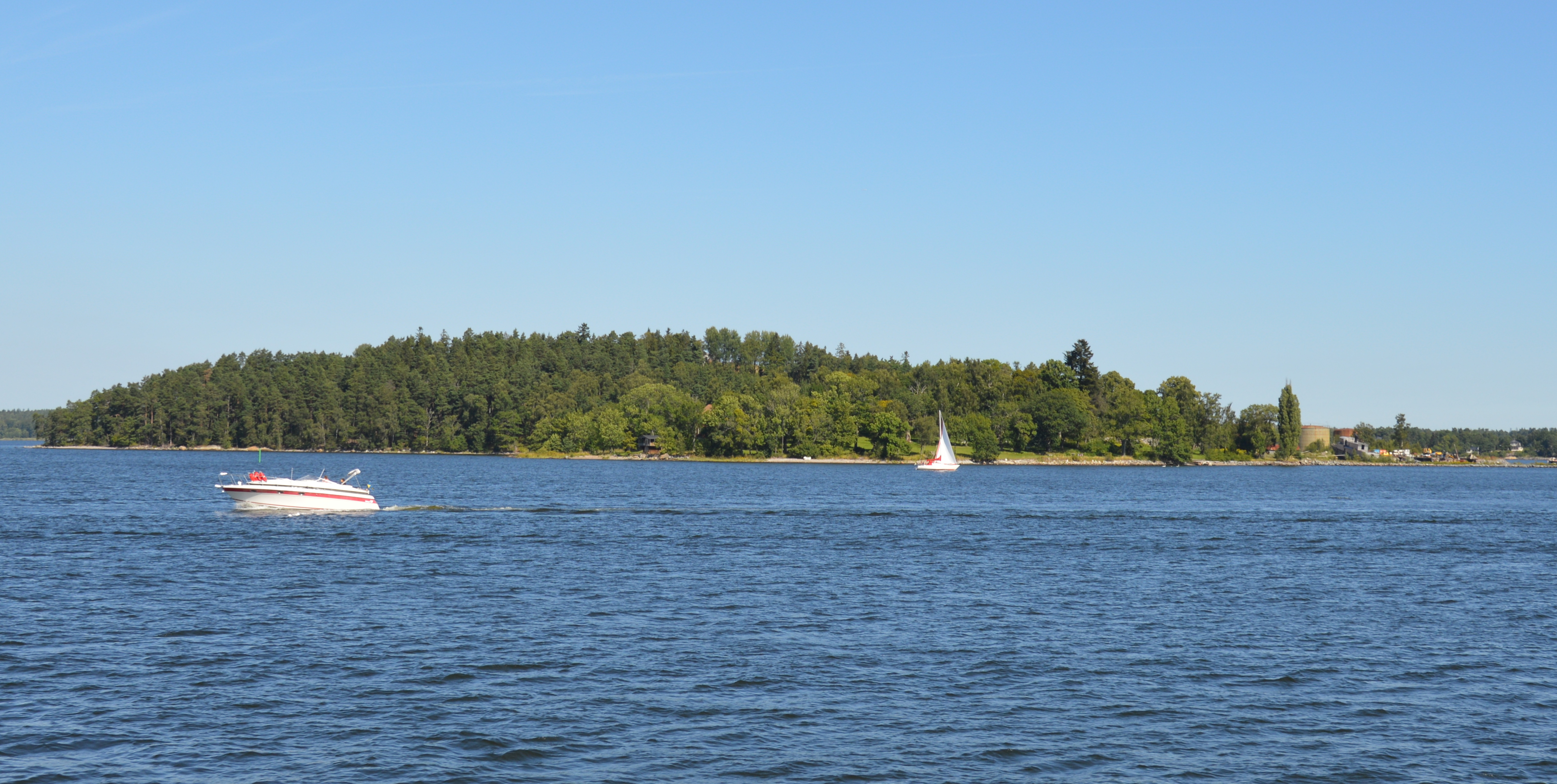
Stora Höggarn

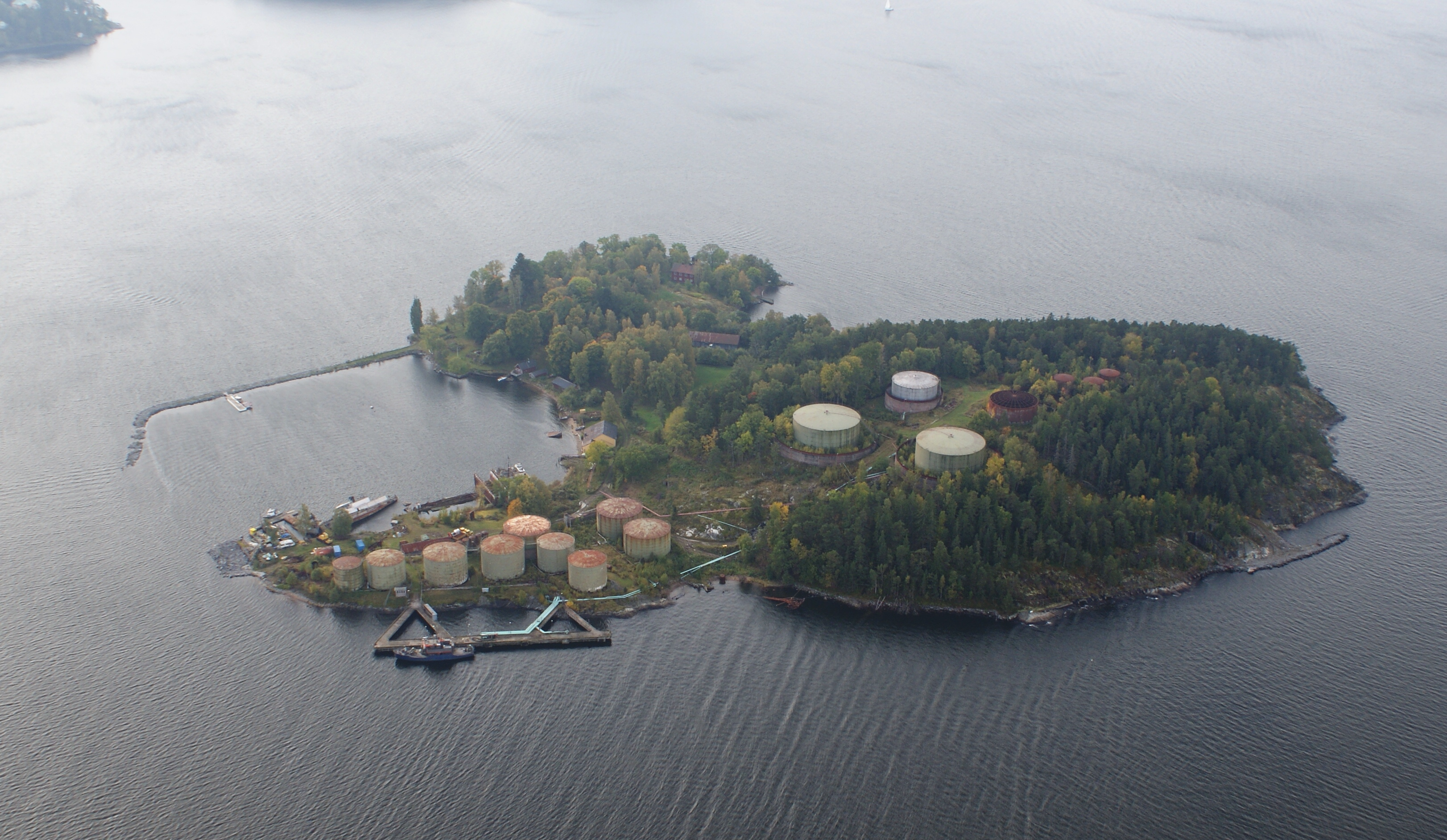
Luftaufnahme aus nördlicher Richtung im Jahr 2012

Stora Höggarn ist eine zu Schweden gehörende Insel im Stockholmer Schärengarten.
Die bebaute und in Teilen bewaldete Insel gehört zur Gemeinde Lidingö. Südwestlich liegt die Insel Lilla Höggarn, nordöstlich Granholmen. Nördlich und südlich Stora Höggarns verläuft die Schiffspassage von der Ostsee nach Stockholm. Stora Höggarn erstreckt sich von Westen nach Osten über etwa 580 Meter und von Nord nach Süd über etwa 490 Meter.
Während im südlichen Teil der Insel einige private Ferienhäuser stehen, ist Stora Höggarn im Norden und Osten durch industrielle Bauten geprägt.

## Geschichte
Ab dem 17. Jahrhundert bestand auf Stora Höggarn eine Gastwirtschaft. Sie wurde im späten 19. Jahrhundert geschlossen, als das Gebäude zur Unterbringung von Sommergästen umgenutzt wurde. 1903 nahm der Kaufmann Fritz Schmidt im nördlichen Teil der Insel den ersten Ölhafen in der Region Stockholm in Betrieb. In der Zeit von 1915 bis 1940 lebten 60 Menschen auf der Insel. Die ehemalige Gastwirtschaft diente als Schule. Es entstanden umfangreiche Öllager. In der zweiten Hälfte des 20. Jahrhunderts wurde die Nutzung eingestellt. Anfang des 21. Jahrhunderts wurde eine Wiederaufnahme der industriellen Nutzung diskutiert.